# Daltonia pellucida
Daltonia pellucida är en bladmossart som beskrevs av Theodor Carl Karl Julius Herzog 1916. Daltonia pellucida ingår i släktet Daltonia och familjen Daltoniaceae. Inga underarter finns listade i Catalogue of Life.